# Stadtbibliothek Erlangen
Die Stadtbibliothek Erlangen ist die öffentliche Bibliothek der Stadt Erlangen. Sie befindet sich im Palais Stutterheim, gemeinsam mit dem Kunstpalais Erlangen.

## Geschichte

### Vorgänger der kommunalen Bibliothek
1841 wurde die erste öffentlich zugängliche Büchersammlung von Mitgliedern der Freimaurerloge Libanon zu den drei Cedern gegründet. Sie bestand bis 1848. Von 1872 bis 1877 existierte unter dem Namen Volksbibliothek die zweite öffentliche Bibliothek, getragen vom Freiwilligen Armendienst. 1902 wurde im Zuge der Bücherhallenbewegung im Alten Schulhaus am heutigen Hugenottenplatz eine „Oeffentliche Bücher- und Lesehalle zu Erlangen“ vom Gewerbeverein gegründet. 1911 zählte sie 6200 Bände. 1914 wurde diese Bücherhalle wegen militärischer Einquartierung geschlossen.

### 1921: Gründung der ersten kommunalen Bibliothek

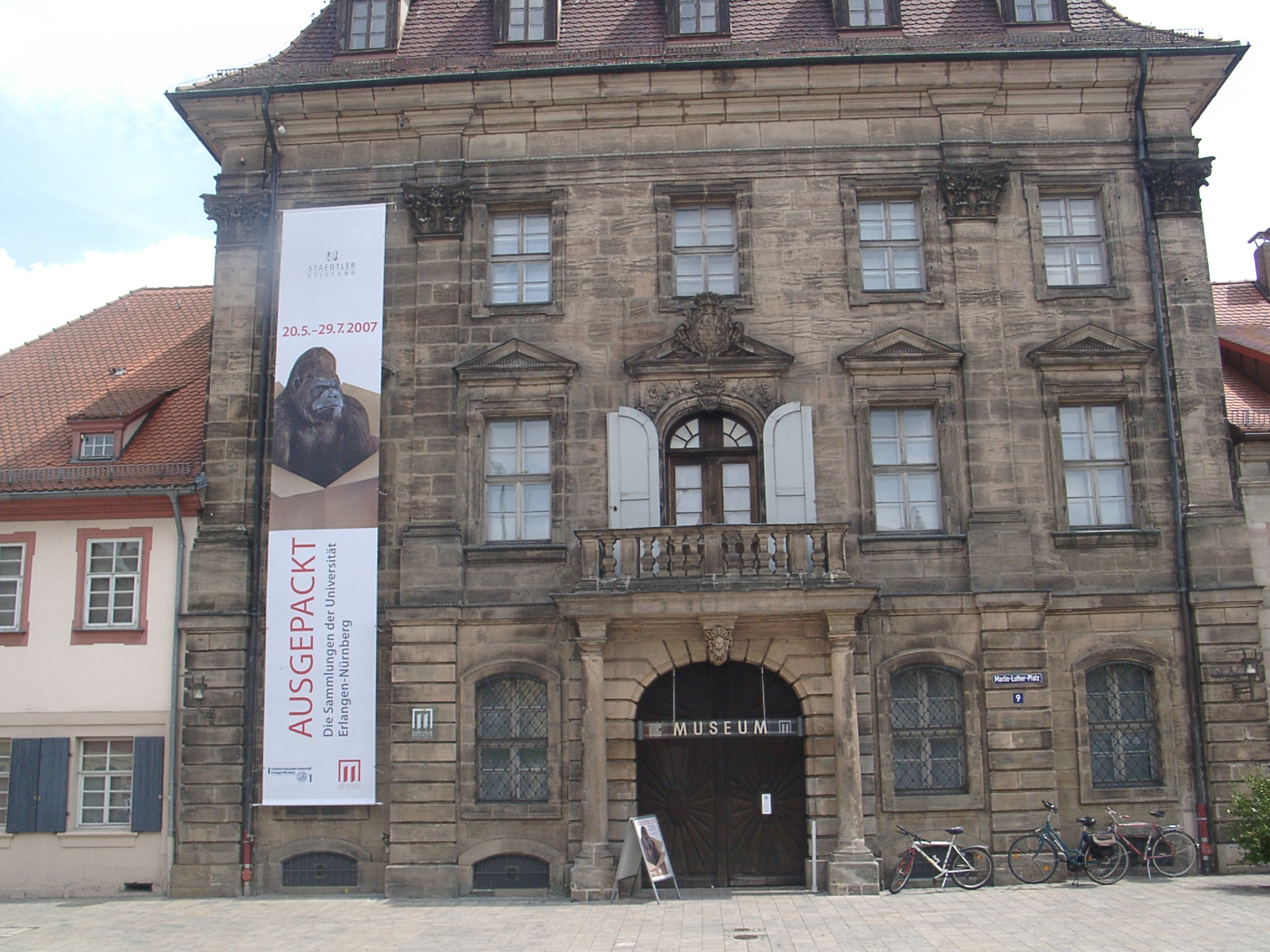
Heute Stadtmuseum, früher Altstädter Rathaus

Am 1. September 1921 wurde die Volksbücherei als Nachfolgerin der Bücher- und Lesehalle und der Gewerkschaftsbibliothek im Erdgeschoss des Altstädter Rathauses eröffnet. Erstmals übernahm die Stadt die volle Trägerschaft für eine öffentliche Bibliothek in Erlangen. Der Bestand wuchs unter der Leitung von Stadtarchivar Ludwig Göhring innerhalb von zehn Jahren auf 19.000 Bände an. 1200 Leser nutzten die Volksbücherei. Davon gehörten zwei Drittel der Arbeiterschaft an, ein Drittel waren Schüler und weitere Bürger. Die Volksbücherei litt unter einer mangelhaften finanziellen und räumlichen Ausstattung.
Die Nationalsozialisten ergriffen früh von der Volksbücherei Besitz: Bereits 1932 wurde die Bibliothek durch den Ortsgruppenleiter Alfred Groß, den späteren Oberbürgermeister betreut. Am 12. Mai 1933 fand auch in Erlangen eine Bücherverbrennung statt. Es ist nicht bekannt, ob auch Bücher aus der Volksbücherei den Flammen zum Opfer fielen. Insgesamt wurden während des Dritten Reiches 9800 Bände aus dem Bestand genommen, überwiegend aus politischen Gründen.

### 1945: Neubeginn
Mit Kriegsende wurde die Volksbücherei zunächst geschlossen. Nach dem Aussondern nationalsozialistischer Schriften genehmigte die Militärregierung die Wiedereröffnung zum 19. November 1945 unter der Leitung des Stadtarchivars Johannes Bischoff. Von den 7500 in braunes Packpapier eingeschlagenen Büchern waren viele zerlesen und veraltet. Die Ausleihe erfolgte über eine Theke. Ein freier Zutritt zu den Bücherregalen war nicht möglich. Dahinter steckte die Vorstellung, durch gute Bücher eine volkserzieherische Wirkung ausüben zu können. Dennoch benutzten weit mehr Leser als vor dem Krieg die Volksbücherei. Besonders für Heimatvertriebene war es die einzige zugängliche Bücherquelle. Erst ab der Währungsreform im Jahr 1948 begann der Bestand wieder kontinuierlich zu wachsen. 1954 übernahm mit Elisabeth Jung erstmals eine ausgebildete Bibliothekarin die Leitung der Bibliothek. 1957 umfasste die Volksbücherei 15.000 Bände. Die Raumkapazitäten im Altstädter Rathaus waren erschöpft.

### 1958: Umzug in das Egloffsteinsche Palais

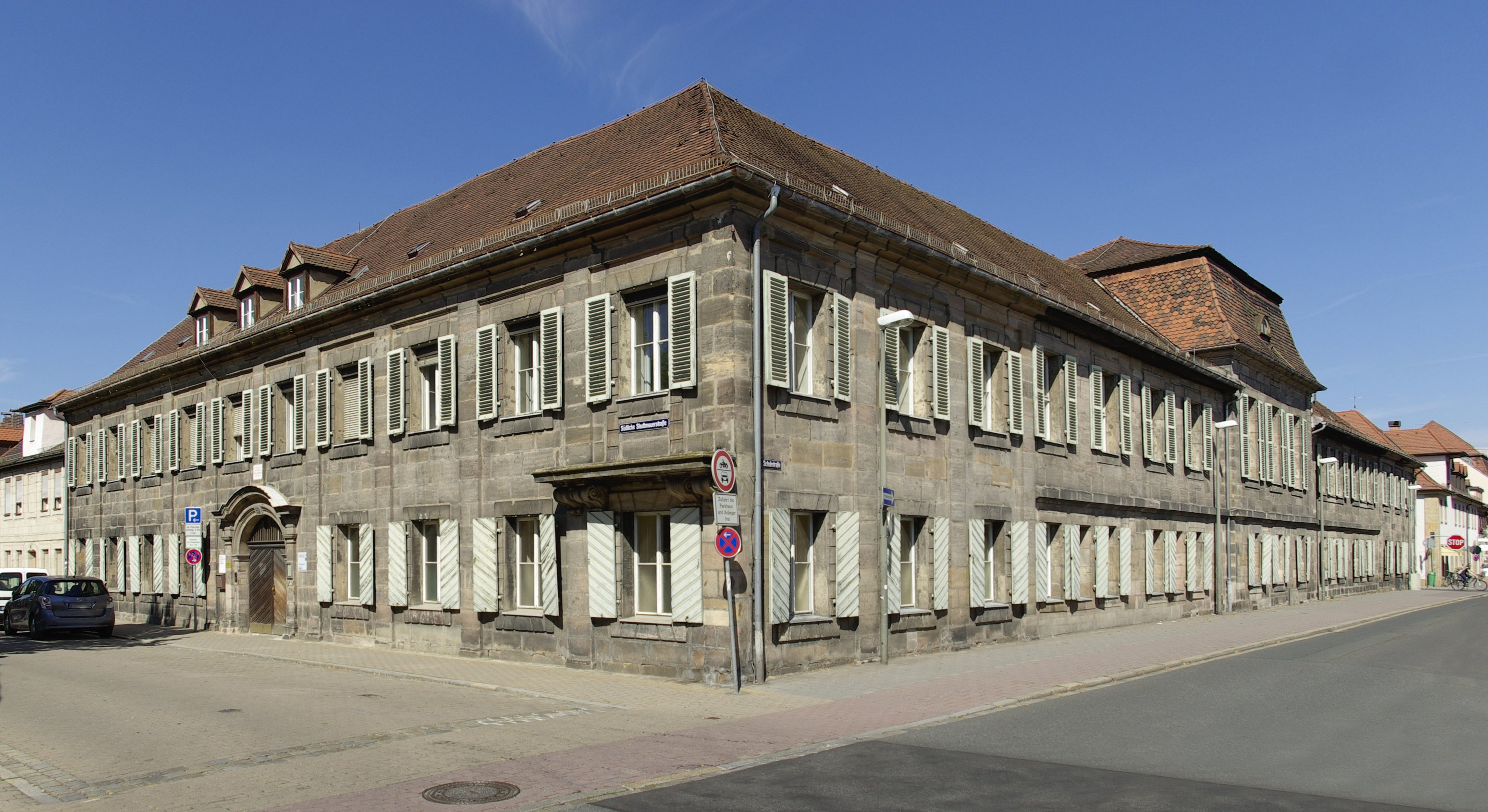
Außenansicht des Egloffsteinschen Palais, Blick auf die Süd- und Ostseite (2012)

Gleichzeitig mit dem Umzug in das Egloffsteinsche Palais im März 1958 erhielt die Bibliothek den neuen Namen Stadtbücherei. Der Bestand wurde nun auf 700 Quadratmetern in Freihandregalen präsentiert. Auch ein Lesesaal stand zur Verfügung. 1961 wurden erstmals mehr als 100.000 Ausleihen pro Jahr erzielt. Am 7. September 1962 nahm die erste Fahrbücherei ihren Betrieb auf. Im Juni 1968 eröffnete die Musikbibliothek mit einem Notenbestand von 1500 Bänden. 1970 wurden, wie fast überall in der Bundesrepublik Deutschland, die Leihgebühren aufgehoben. Dadurch stiegen die Entleihungen um 37 Prozent. Erneut stieß die Bibliothek mit nunmehr 46.000 Bänden an ihre räumlichen Grenzen.

### 1971: Umzug in das Palais Stutterheim

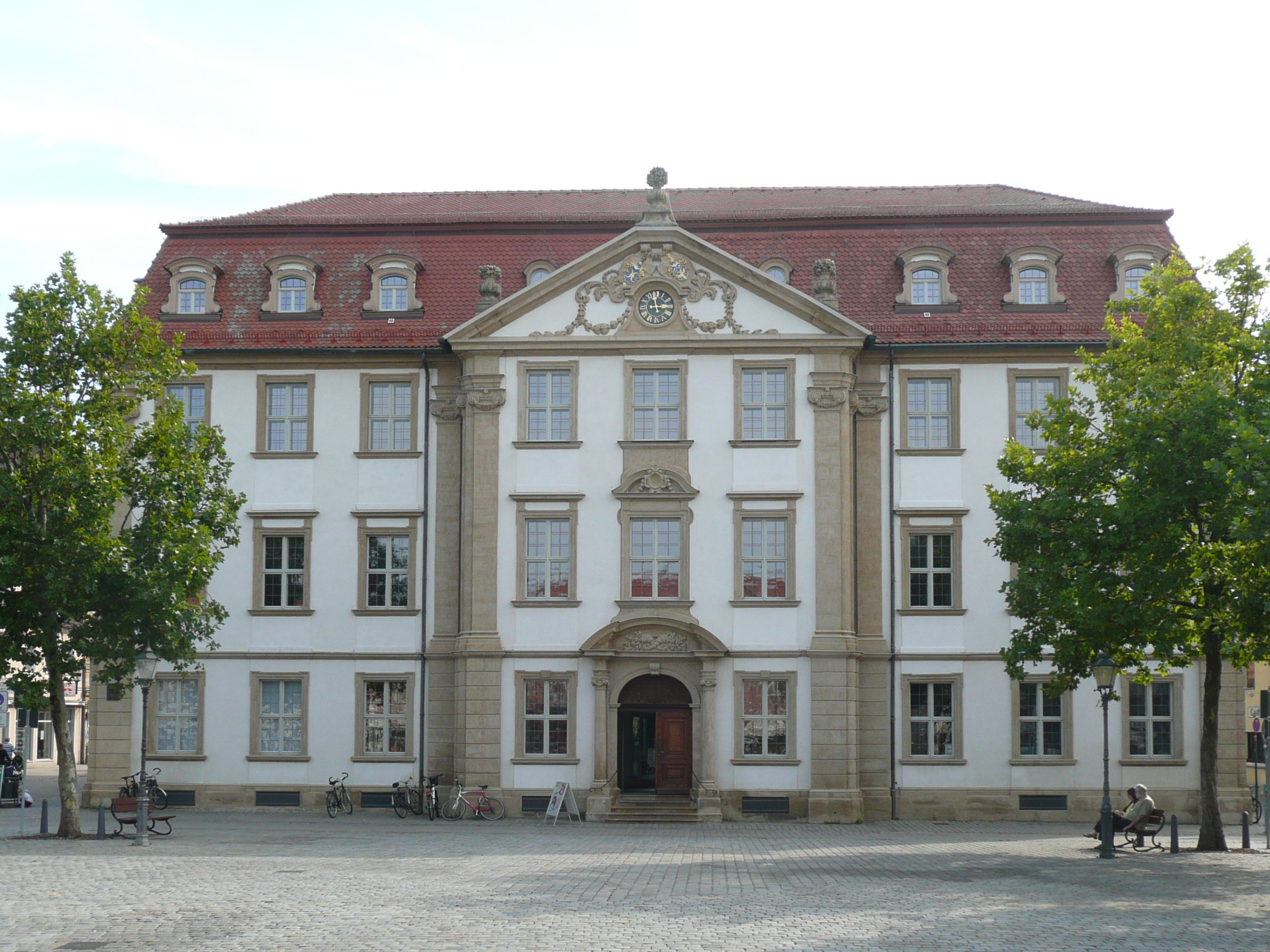
Fassade des Stutterheimschen Palais am Marktplatz, Blick von Norden (2011)

Am 16. Dezember 1971 zog die Stadtbücherei an ihren jetzigen Standort ins Palais Stutterheim in 1400 Quadratmeter große Räumlichkeiten. Ein neues technisiertes Ausleihsystem mit Lochkarten kam zum Einsatz. Außerdem wurde ein Fernsehraum mit 20 Plätzen eingerichtet.
1977 wurden erstmals mehr als eine halbe Million Bücher ausgeliehen. 1978 wurde eine zweite Fahrbücherei eingerichtet, 1985 wurde das alte Fahrzeug durch einen neuen Bus ersetzt. Seit 1988 ist die Stadtbücherei ein städtisches Amt innerhalb des Kulturreferats.
Anfang der 1990er Jahre kam es zu Etatkürzungen und Stellenstreichungen. Die Schließung einer Fahrbücherei 1992 führte dazu, dass der Süden der Stadt und einige Stadtteile wie Sieglitzhof oder Alterlangen keine Haltestelle der Fahrbücherei mehr aufweisen. Trotz des sehr hohen Zuspruchs der Bevölkerung war die Stadtbücherei lange Jahre sowohl von der finanziellen Ausstattung als auch von der räumlichen Unterbringung von einem Optimum weit entfernt.
Ende 1999 erfolgte eine räumliche Erweiterung der Stadtbücherei. Sie erhielt einen barrierefreien Eingang in der Hauptstraße 27 und ein elektronisches Ausleihsystem.

### 2007–2010: Sanierung und Wiedereröffnung

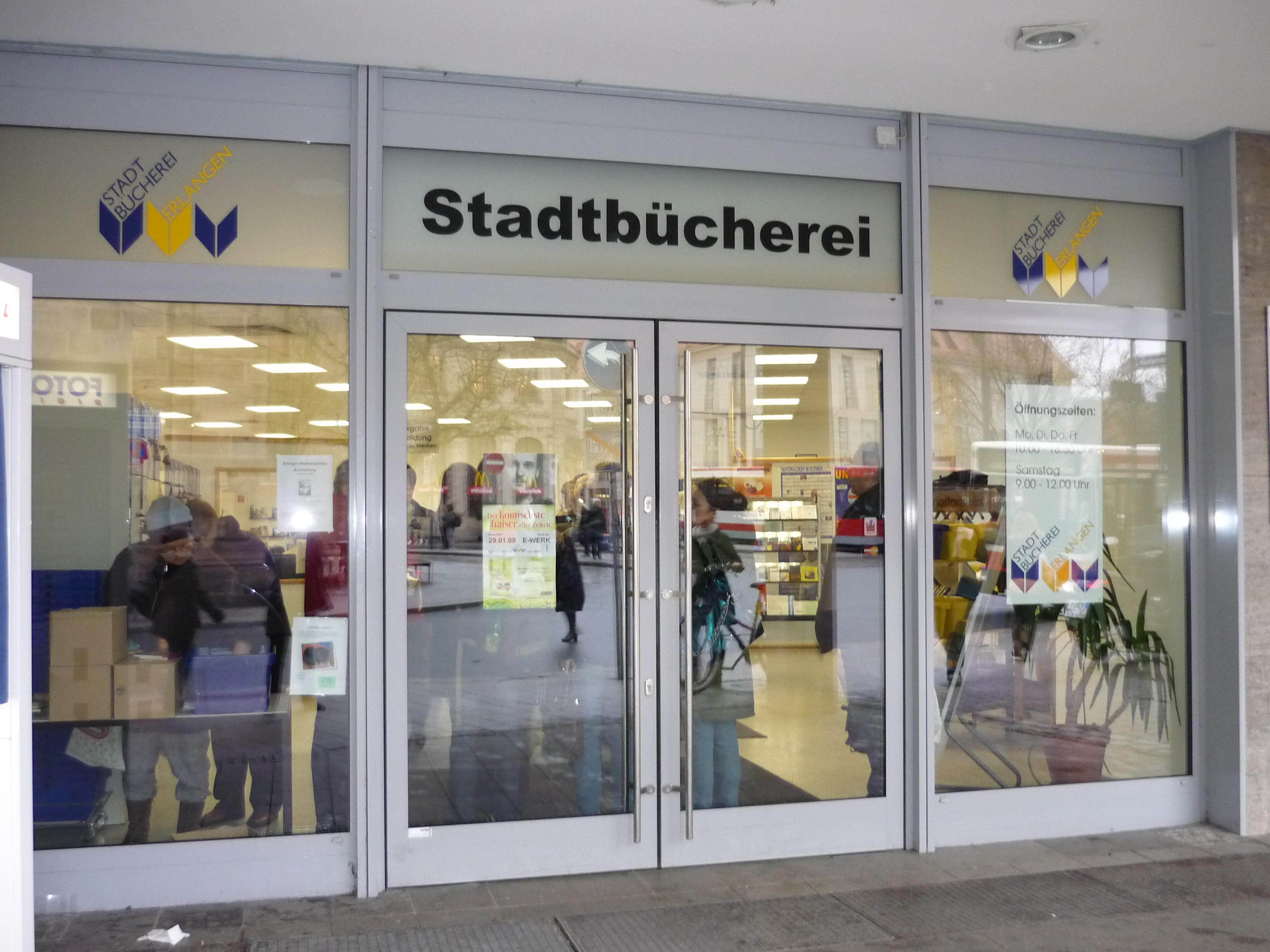
Stadtbücherei Erlangen im Interimsquartier „Heka“

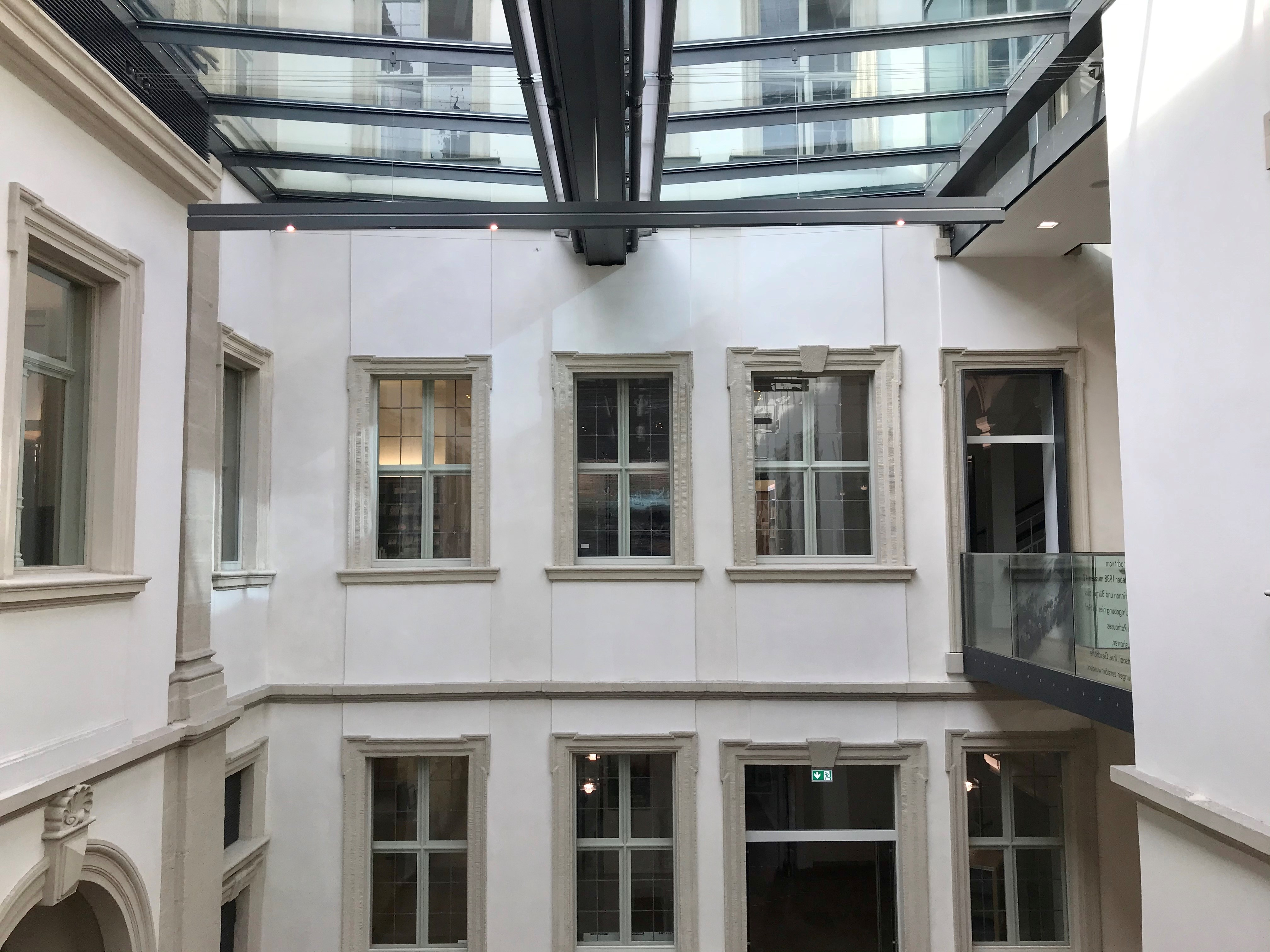
Innenhof des Palais Stutterheim mit Stadtbibliothek

Im Mai 2007 gab der Erlanger Stadtrat grünes Licht für die Generalsanierung des Stutterheim’schen Palais. Am 10. September 2007 bezog die Stadtbücherei ihr Übergangsquartier im ehemaligen Heka-Gebäude an der Richard-Wagner-Str. 2.
Am 2. Juni 2010 wurde die Bibliothek unter den Namen Stadtbibliothek Erlangen im sanierten Palais Stutterheim am Marktplatz wiedereröffnet. Die Hauptnutzungsfläche konnte fast verdoppelt werden. Ein überdachter Innenhof wurde zum Lesecafé und Veranstaltungssaal. Die Verbuchung von Medien erfolgte nun mit moderner RFID-Technologie.

### 2021: Jubiläum
Am 1. September 2021 feierte die Stadtbibliothek Erlangen ihr 100-jähriges Bestehen mit einem Festakt, einer Ausstellung sowie einer Publikation zur Geschichte der Bibliothek.

## Angebote

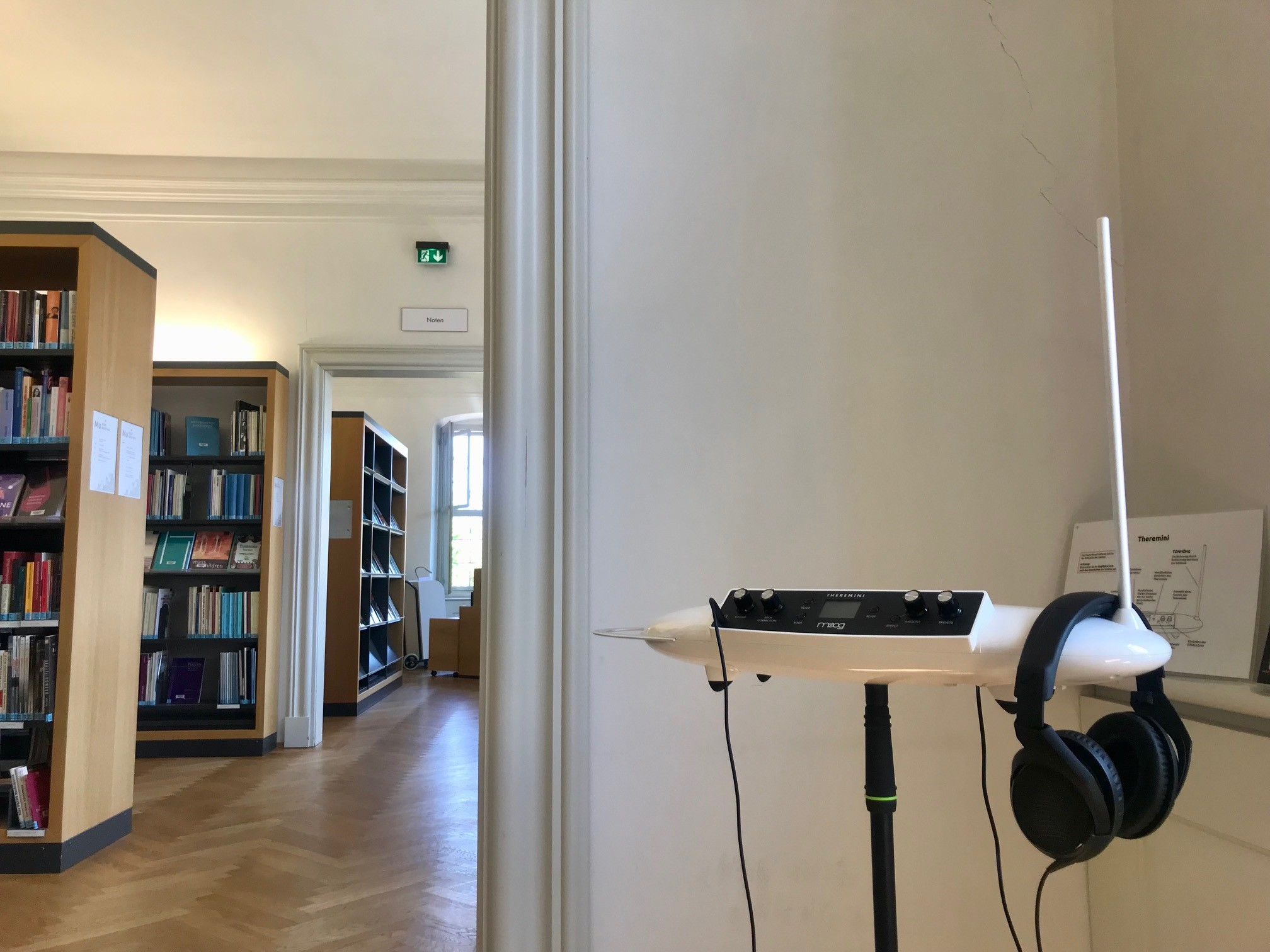
Theremin in Musikbibliothek

Die Hauptstelle der Stadtbibliothek Erlangen gliedert sich in eine Erwachsenenabteilung, eine Kinder- und Jugendbibliothek und eine Musikbibliothek. Die Fahrbibliothek versorgt 17 Haltestellen in den Stadtteilen und 6 Erlanger Schulen.
Seit 2012 können über die Onleihe digitale Medien ausgeliehen werden.
In der Stadtbibliothek stehen ca. 160.000 physische Medien und 82.000 digitale Medien zur Verfügung.
Im Jahr 2024 wurden insgesamt 973.151 Medien entliehen und 286.317 Besuche registriert.
Computer-Arbeitsplätze und freies WLAN ermöglichen den Zugang zum Internet. Die Bibliothek bietet eine Vielzahl kultureller Veranstaltungen und Programme zur Sprach-, Lese- und Medienkompetenzförderung an. Außerdem werden in Kooperation mit Partnern Ausstellungen gezeigt.

## Auszeichnungen
- 2014: Erlanger Inklusionspreis[28]
- 2016: KS:ER-Innovationspreis der Stadt- und Kreissparkasse Erlangen Höchstadt Herzogenaurach[29]
- 2017: Signet „Bayern barrierefrei“[30]
- 2020: Open Library Badge 2020[31][32]
- 2024: Gütesiegel „Bibliotheken – Partner der Schulen“[33]